# 里克·桑德斯
里克·桑德斯（英語：Rick Sanders，1945年1月20日—1972年10月18日），生于俄勒冈州，美国男子摔跤运动员。他曾代表美国参加1968年和1972年夏季奥林匹克运动会摔跤比赛，获得二枚银牌。他于1972年在马其顿去世。